# 高野美佐
高野 美佐（たかの みさ、1962年11月21日 - ）は、日本のフリーアナウンサー。MCミューズ所属。元札幌テレビ放送（STV）アナウンサー。

## 略歴
- 北海道札幌市出身。
- 北海道札幌西高等学校、北海道大学文学部卒業。谷村志穂は同級生。
- 1985年 STV入社（同期に森中慎也、清水大輔、山上淳子、後にアナウンス部長も務めた菅原浩昭）。
- 2002年 フリーアナウンサー転向。

## 過去の担当番組

### テレビ
- STVニュースダッシュ
- STVニュースプラザ

### ラジオ
- ザ・リクエスト（パーソナリティ1985年10月～1986年3月）
- 9時ですリクエストプラザ
- 高野美佐の歌謡プラザ朝いちばん